# Toast aux œufs brouillés
Un toast aux œufs brouillés est un plat de petit déjeuner américain.

## Description
Ils consistent en des toasts ou des biscuits recouverts d'une sauce à base de béchamel et d'œufs durs hachés. La sauce est souvent aromatisée avec divers assaisonnements, comme du poivre noir, de la poudre d'ail, du sel au céleri, de la sauce Worcestershire, du xérès, du persil haché et/ou de la ciboulette hachée. Le Joy of Cooking recommande de préparer la béchamel avec ¹⁄₂ de crème et ¹⁄₂ de bouillon de poulet et d'ajouter des câpres ou des cornichons hachés. Comme pour de nombreux autres plats recouverts d'une sauce claire, on ajoute souvent un soupçon de paprika ou de piment de Cayenne en guise de décoration.
Ce plat est parfois utilisé comme moyen d'utiliser les restes. On y ajoute souvent du jambon, du veau, du poulet, du homard, des asperges cuites et des petits pois.
Parmi les variantes, citons les œufs Goldenrod, préparés en réservant les jaunes d'œufs et en les saupoudrant sur le plat après avoir versé la sauce à la crème sur les toasts, et les œufs à la béchamel, qui remplacent les toasts par des croûtons frits dans du beurre et les œufs durs par des œufs pochés ou à la coque.